# Andorra-Grandvalira (equip ciclista)
Andorra-Grandvalira va ser un equip ciclista professional andorrà que va competir la temporada 2009. Tenia categoria continental i estava patrocinat per l'estació d'esquí Grandvalira i el departament d'Andorra Turisme.
La principal victòria que va aconseguir va ser, per part de Jaume Rovira, a la Clàssica d'Ordizia.
A finals de 2009 va desaparèixer per falta de suport econòmic.

## Principals ciclistes
- Sergi Escobar
- Eduard Prades
- Jaume Rovira
- Carles Torrent

## Classificacions UCI
UCI Europa Tour
| Temporada | Classificació per equips | Millor ciclista en la classificació individual |
| --------- | ------------------------ | ---------------------------------------------- |
| 2009      | 68è                      | Jaume Rovira (132è)                            |